# Paul Swarbrick
Paul Swarbrick (ur. 2 lipca 1958 w Garstang) – brytyjski duchowny katolicki, biskup Lancaster od 2018.

## Życiorys
Święcenia kapłańskie otrzymał 10 lipca 1982 i został inkardynowany do diecezji Lancaster. Pracował głównie jako duszpasterz parafialny. W latach 1990–2005 był misjonarzem fidei donum w Zambii.
12 lutego 2018 papież Franciszek mianował go ordynariuszem diecezji Lancaster. Sakry udzielił mu 9 kwietnia 2018 jego porzednik - biskup Michael Campbell.